# Olga Wisinger-Florian

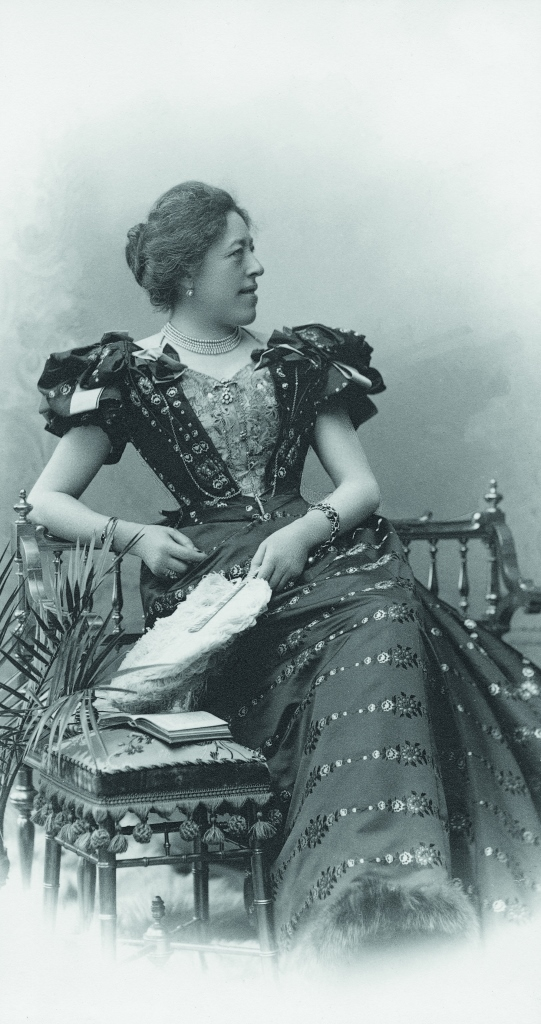
Olga Wisinger-Florian, um 1890

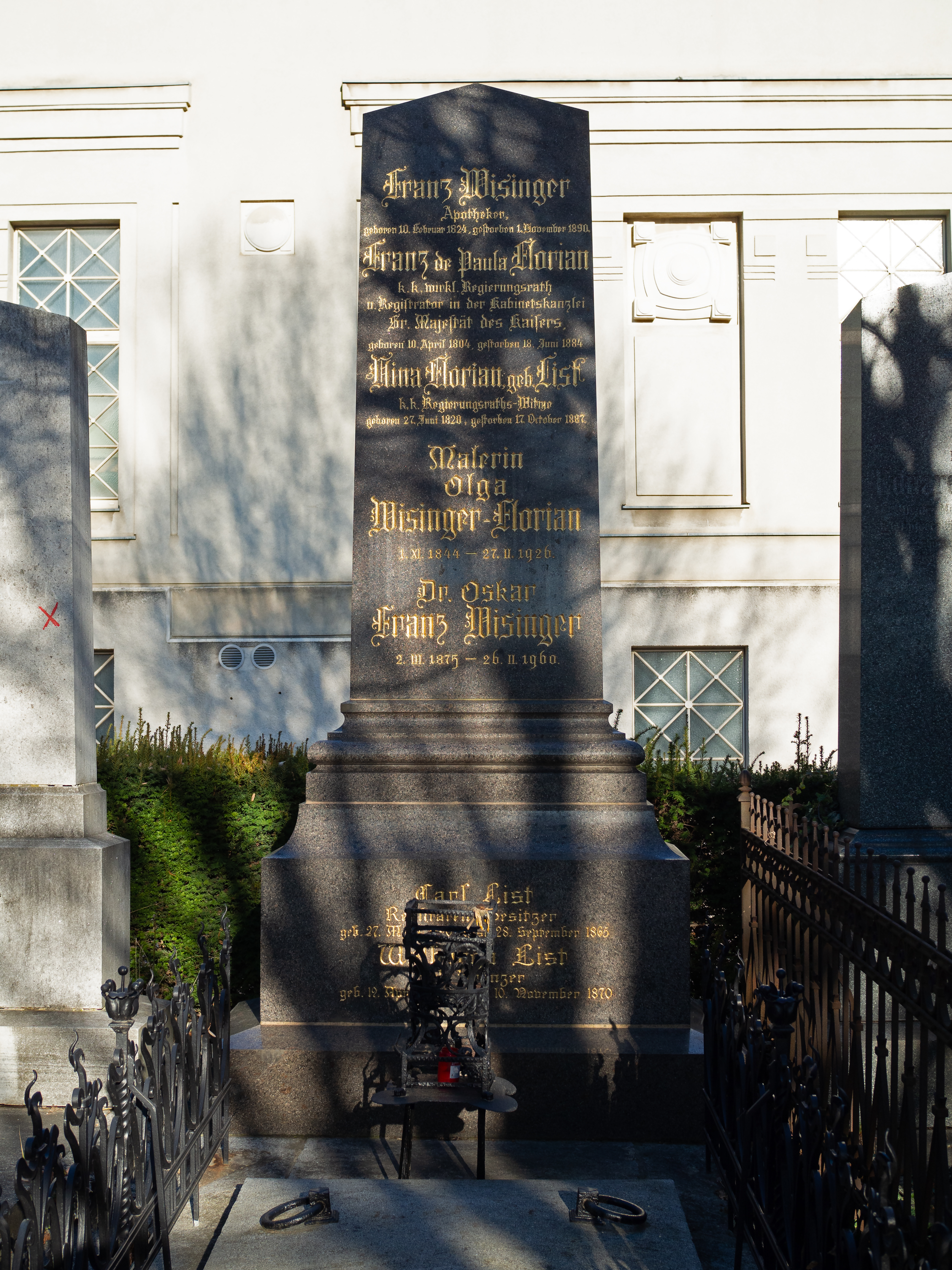
Grab von Olga Wisinger-Florian und weiteren Familienmitgliedern auf dem Wiener Zentralfriedhof

Olga Wisinger-Florian (* 1. November 1844 in Wien; † 27. Februar 1926 in Grafenegg) war eine österreichische Malerin des Impressionismus. Ihr Werk bilden Landschafts- und Blumenbilder.
In ihrer Jugend lernte Wisinger-Florian unter Julius Epstein Klavier und arbeitete für einige Jahre als Konzertpianistin, bevor sie diese Karriere 1874 wegen gesundheitlichen Problemen mit einer Hand abbrechen musste. Anschließend begann sie, als Malerin aktiv zu werden und studierte als solche bei Melchior Fritsch und ab 1879 bei August Schaeffer von Wienwald. Olga Wiesinger-Florian war Mitbegründerin der Acht Künstlerinnen, die von 1901 bis 1912 im Salon Pisko ausstellten.

## Leben
1880 wurde sie eine Schülerin von Emil Jakob Schindler, mit dem sie mehrere Studienreisen unternahm und der sie in seiner Art, Landschaften darzustellen, dem Stimmungsimpressionismus, stark beeinflusste. Im folgenden Jahr fand die erste Einzelausstellung der Malerin im Wiener Künstlerhaus statt, später wurden Bilder von ihr auch mehrmals in der Wiener Secession ausgestellt. International bekannt machten sie die Weltausstellungen in Paris und Chicago. Nachdem Wisinger-Florian sich 1884 von Schindler losgelöst hatte, wurde ihre Malerei realistischer. Später verwendete die Malerin, die sich auch in der bürgerlichen Frauen- und Friedensbewegung engagierte, für ihre Bilder grellere, an den Expressionismus erinnernde Farben.
Wisinger-Florians Werke wurden von prominenten Persönlichkeiten gekauft, darunter Franz Joseph I., und sie selbst wurde mit mehreren Auszeichnungen geehrt (darunter die Große Goldene Staatsmedaille 1905).
Nach ihrem Ableben wurde Olga Wisinger-Florian in einem nun ehrenhalber gewidmeten Grab auf dem Wiener Zentralfriedhof bestattet (Gruppe 21, Reihe G1, Nr. 26).
Im Jahr 2019 wurde in Wien-Wieden (4. Bezirk) der Olga-Wisinger-Florian-Platz nach ihr benannt.

## Werke (Auswahl)

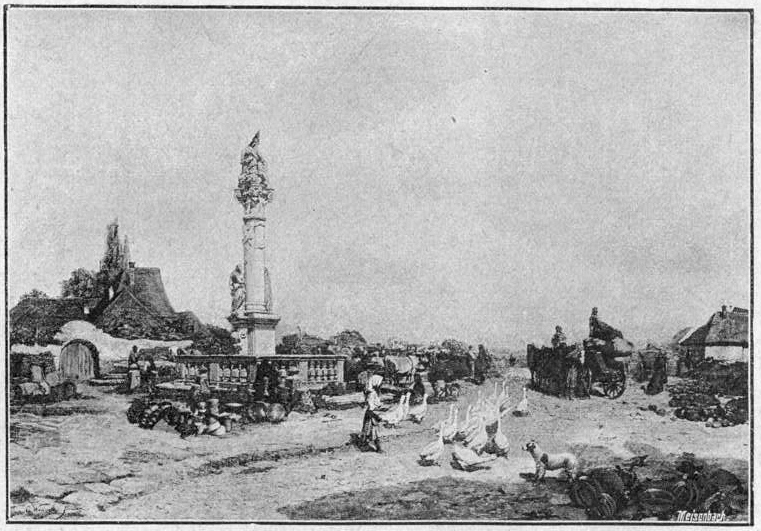
Marktplatz von Gars am Kamp, 1889
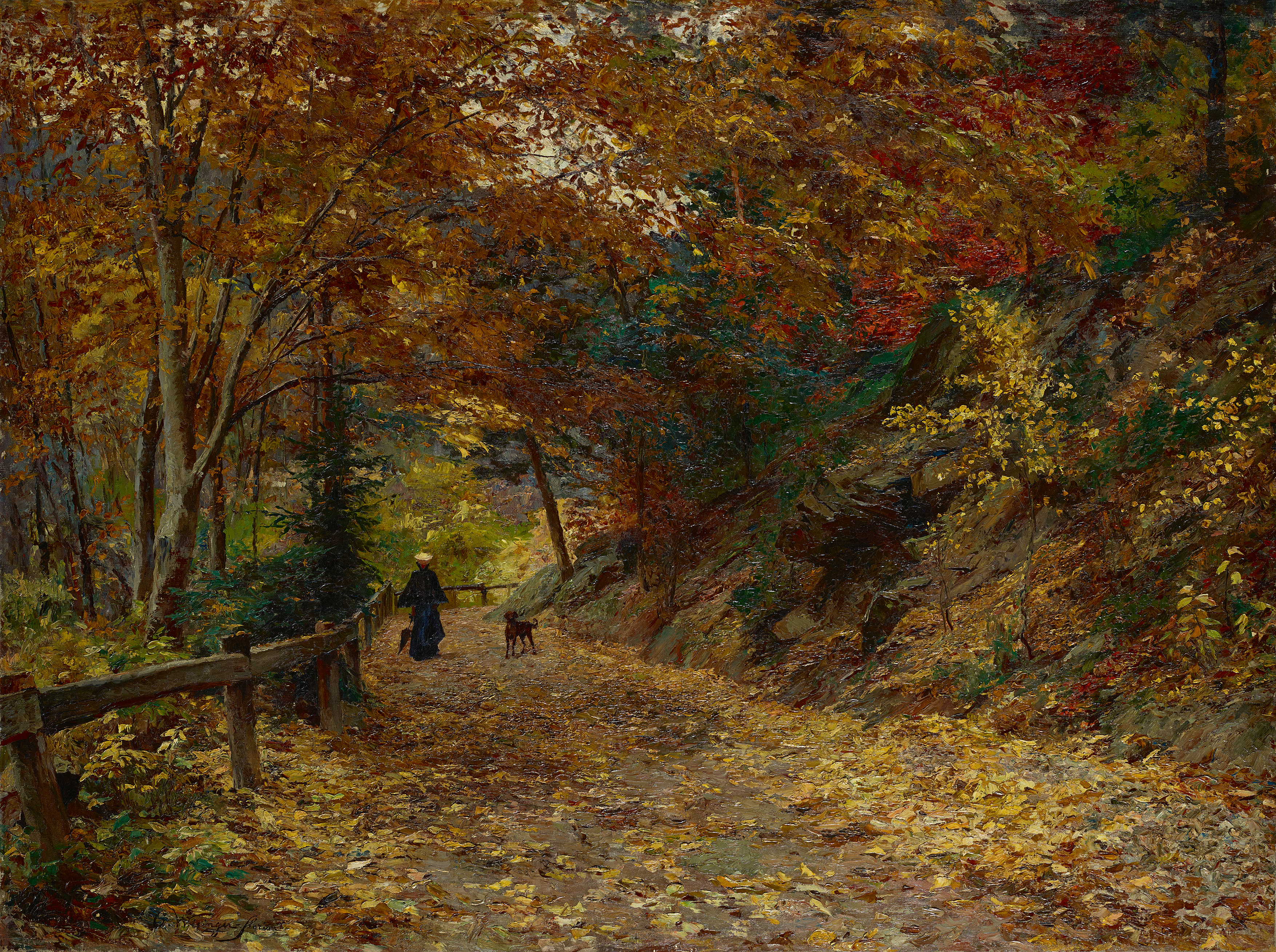
Fallende Blätter, 1899
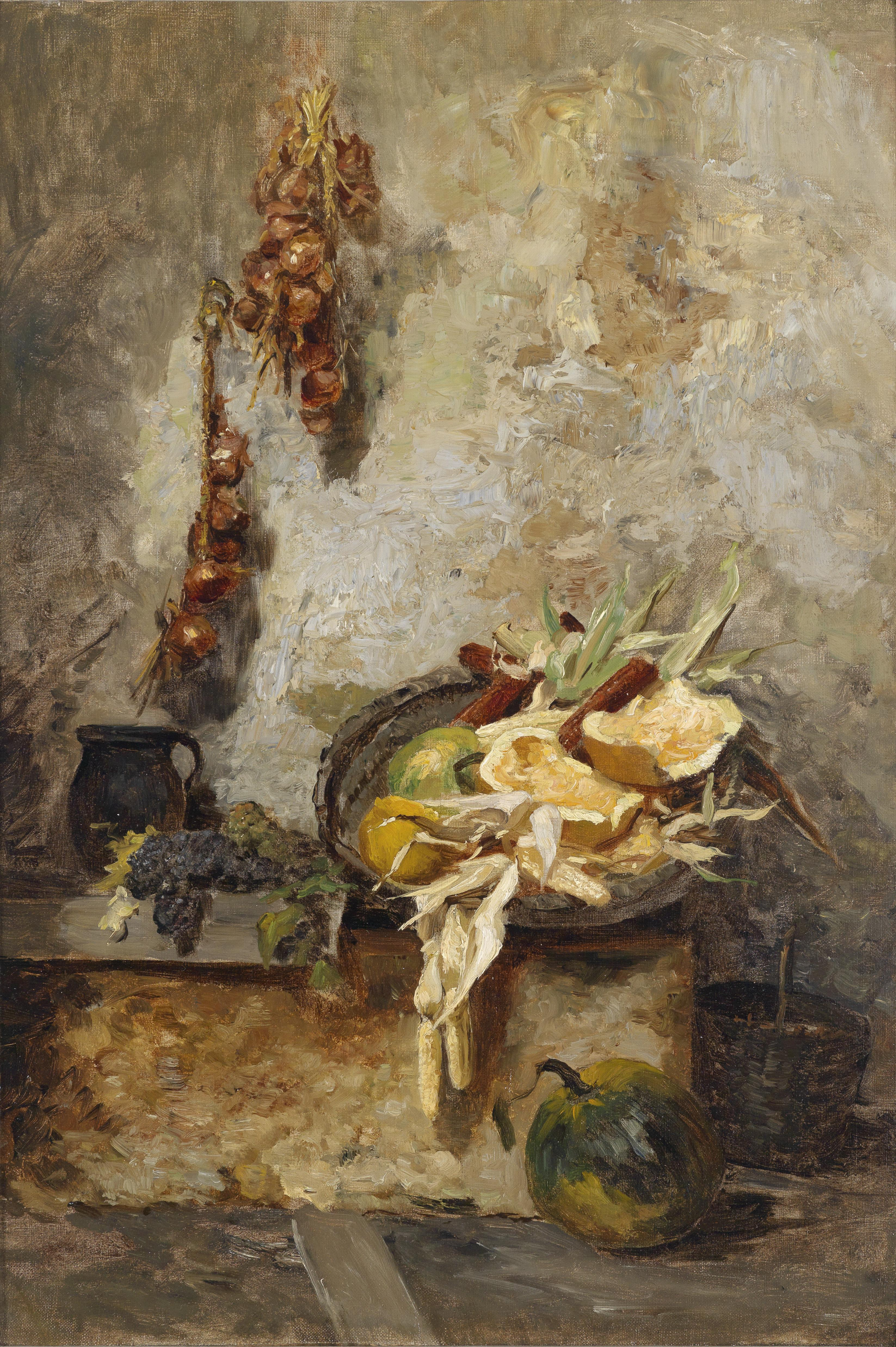
Stillleben mit Feldfrüchten, um 1900
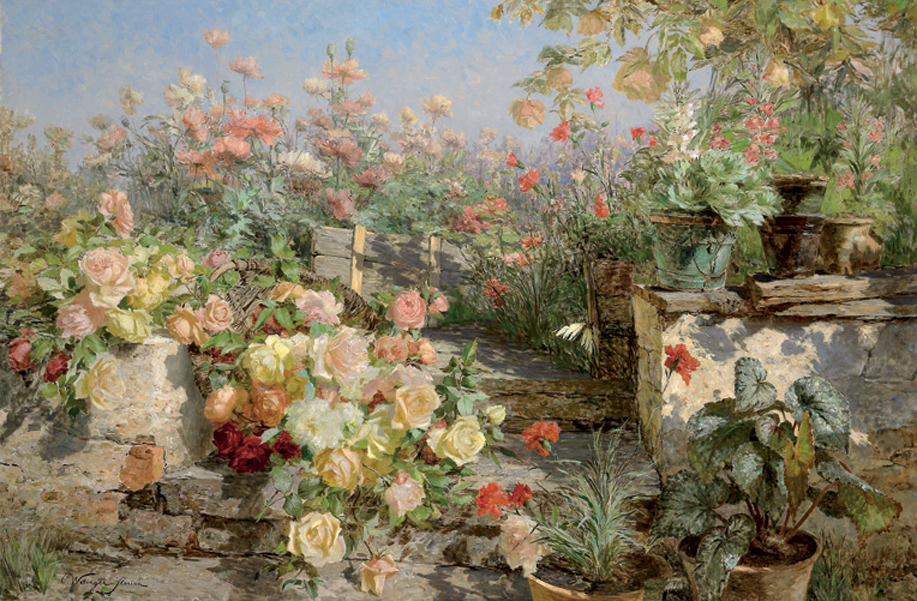
Blühender Bauerngarten, um 1900
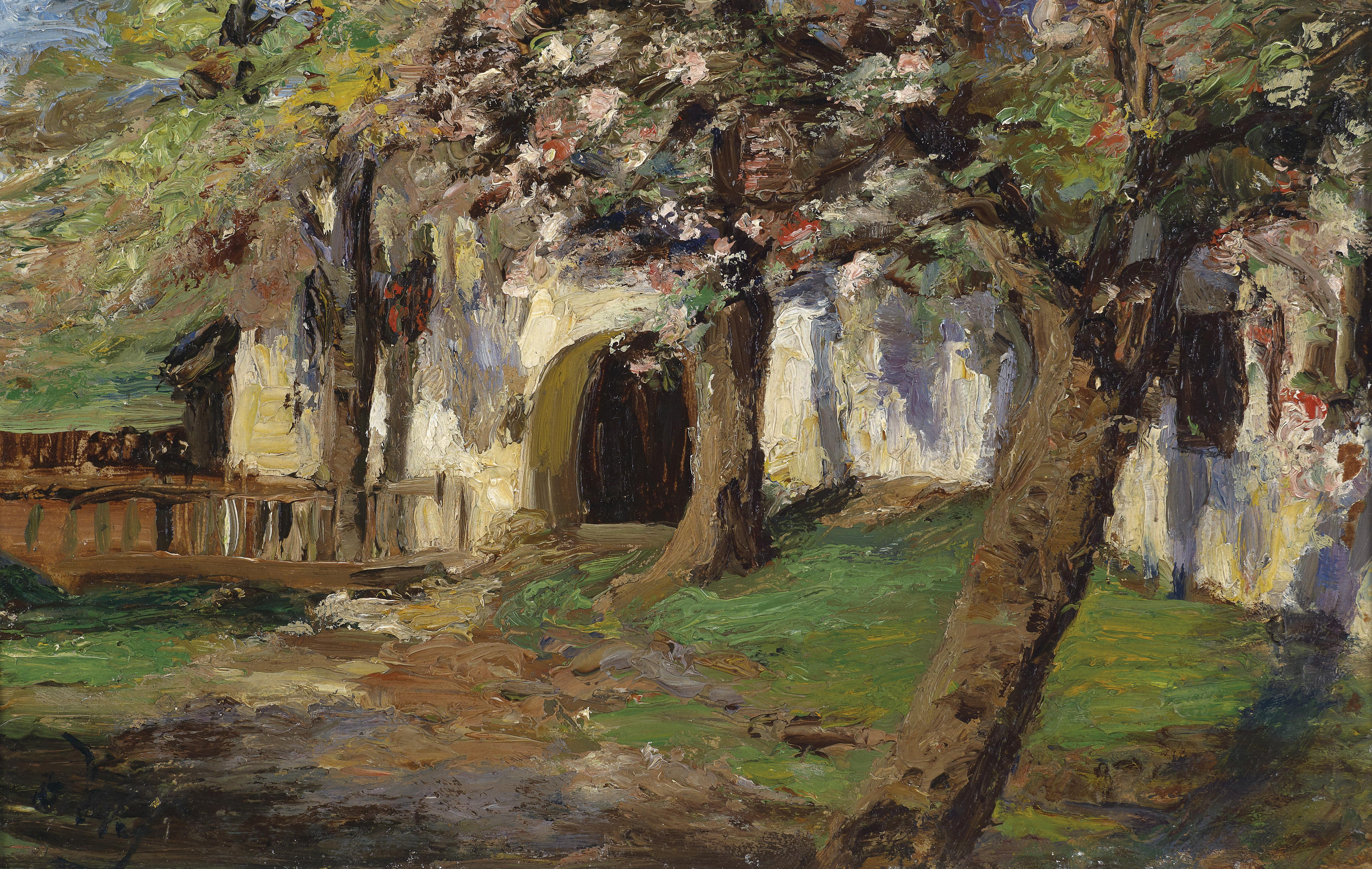
Blühende Apfelbäume, 1906
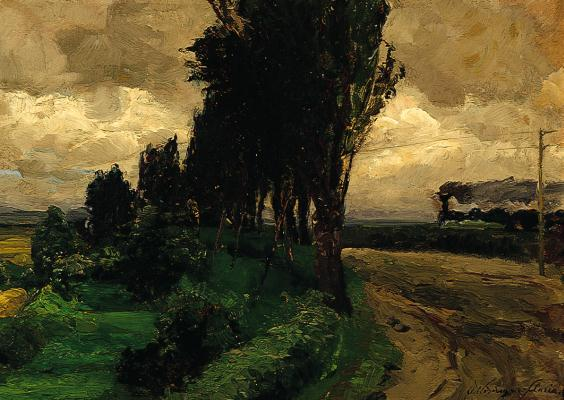
Landschaft, 1906–1908
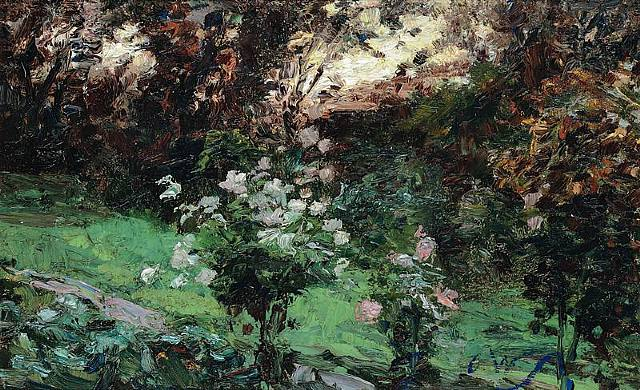
Im Rosengarten, 1910
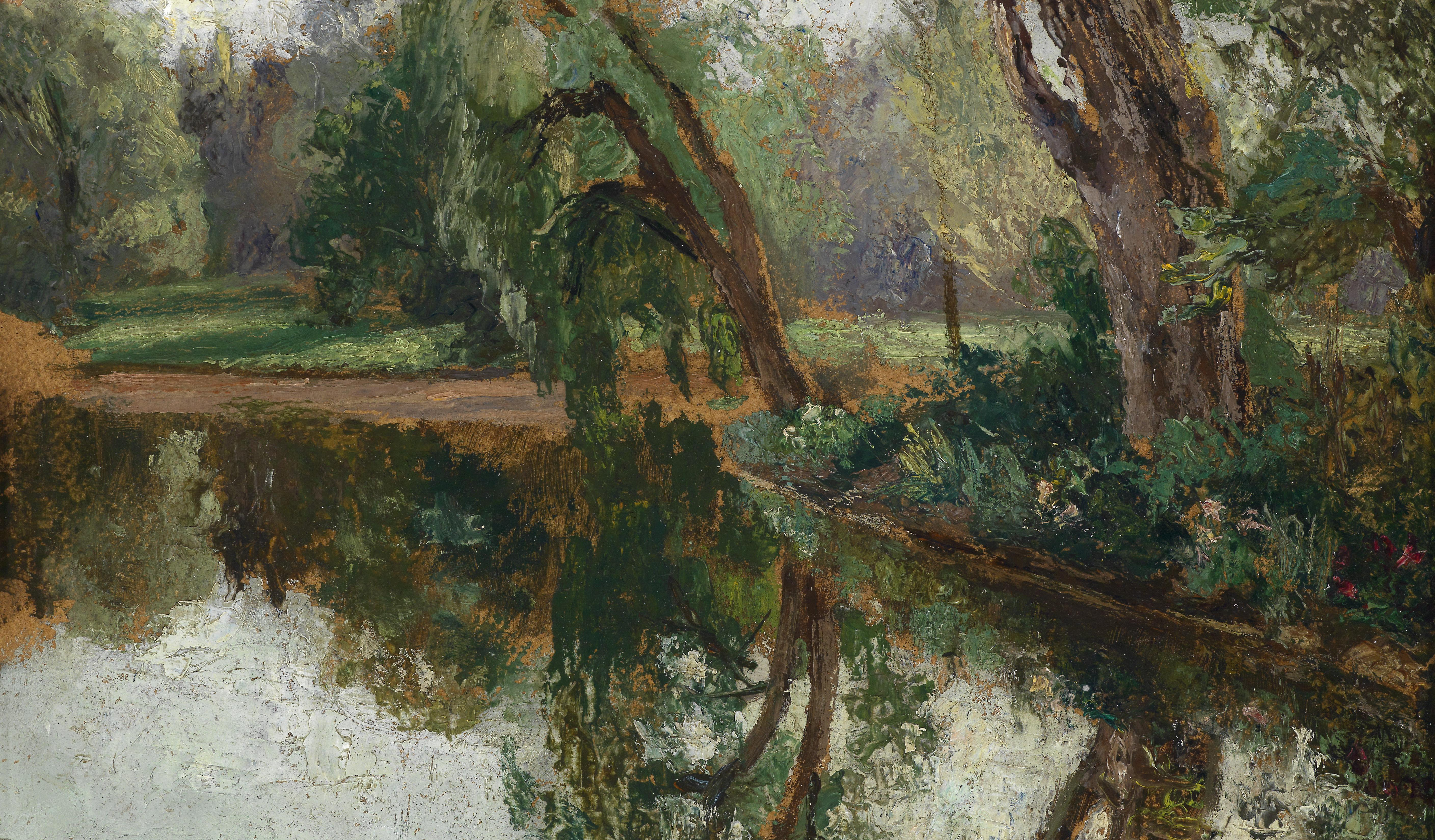
Aulandschaft, 1926